# Campionato centramericano maschile di pallacanestro 1967
Il 2º Campionato dell'America Centrale e Caraibico Maschile di Pallacanestro FIBA (noto anche come FIBA Centrobasket 1967) si è svolto dal 26 novembre al 3 dicembre 1967 a San Salvador a El Salvador. Il torneo è stato vinto dalla nazionale panamense.
I FIBA Centrobasket sono una manifestazione contesa dalle squadre nazionali di Messico, Centro America e Caraibi, organizzata dalla CONCENCABA (Confederazione America Centrale e Caraibi), nell'ambito della FIBA Americas.

## Squadre partecipanti
- Cuba
- El Salvador
- Guatemala
- Honduras
- Isole Vergini Americane
- Messico
- Panama

## Classifica finale
| Pos | Squadra | V-P |
| --- | --- | --- |
|     | PanamaBlades, Checa, Douglas, Ellis, Ford, Guedes, Montalvo, Morales, Murrell, Osorio, Peralta, Webb, All. Eugenio Luzcando | 6-0 |
|     | Cuba | 5-1 |
|     | Isole Vergini Americane | 4-2 |
| 4   | Messico | 3-4 |
| 5   | El Salvador | 2-4 |
| 6   | Guatemala | 1-5 |
| 7   | Honduras | 0-6 |